# Besagur, Virajpet
Besagur là một làng thuộc tehsil Virajpet, huyện Kodagu, bang Karnataka, Ấn Độ.